# Svitlana Krakovska
Svitlana Krakovska (en ucraniano: Світлана Краковська) es una científica ucraniana y jefa de la delegación ucraniana ante el Grupo Intergubernamental de Expertos sobre el Cambio Climático (IPCC). Es una climatóloga aplicada que introdujo modelos climáticos en su país natal.

## Biografía
Se licenció en Meteorología en el Instituto Hidrometeorológico de Leningrado. Antes de incorporarse a la estación antártica, estuvo en Siberia y el Ártico.
Tiene experiencia en montañismo en las montañas del Cáucaso, Asia Central, Crimea y Carelia. Asimismo ha practicado esquí en las Montañas Khibiny, kayak y rafting en catamarán. Como estudiante hizo prácticas con un buque hidrográfico desde Petropavlovsk-Kamchatsky alrededor de Chukotka, pasando por Isla de Wrangel hasta Pevek de vuelta a Providence Bay.
En 1997, fue una de las cuatro mujeres ucranianas que visitaron por primera vez la estación antártica Base Vernadsky. Allí, la científica se dedicó a realizar observaciones meteorológicas.
Desde 2013, es delegada de Ucrania en las reuniones del Grupo Intergubernamental de Expertos sobre el Cambio Climático (IPCC). Es autora de más de 100 publicaciones.
En 2021, recibió un premio de manos del Presidente de Ucrania por su larga contribución a la investigación sobre la Antártida y el cambio climático.
En 2022, apareció en la lista anual Nature's 10 que incluye a "diez personas que ayudaron a dar forma a la ciencia en 2022", seleccionados por la revista Nature, una de las más relevantes publicaciones sobre ciencia.

## Educación
En 1991 finalizó un máster en Meteorología en el Instituto Hidrometeorológico de Leningrado (actualmente Universidad Estatal Hidrometeorológica de Rusia).
Finalizó su doctorado en Geofísica en 2004 con la tesis Simulación numérica meso y microestructura de bandas de lluvia frontales sobre zonas objetivo, realizada en el Instituto Hidrometeorológico de Ucrania (UHMI).